# صلاح‌الدین دغشی
صلاح‌الدین دغشی (انگلیسی: Slaheddine Deguechi؛ زادهٔ ۲۰ اکتبر ۱۹۵۴) بازیکن هندبال اهل تونس بود.